# Ilia Mikhaltchouk
 (décembre 2014).
Si vous disposez d'ouvrages ou d'articles de référence ou si vous connaissez des sites web de qualité traitant du thème abordé ici, merci de compléter l'article en donnant les références utiles à sa vérifiabilité et en les liant à la section « Notes et références ».
Ilia Filippovitch Mikhaltchouk (en russe : Илья Филиппович Михальчук), né le 2 ou le 7 janvier 1957 à Kouïbychev, est un homme politique russe, gouverneur de l'oblast d'Arkhangelsk de 2008 à 2012.

## Biographie

### Éducation
Né le 2 janvier 1957 à Kuibyshev. En 1977, il est diplômé de l'école technique d'aviation de Riga.

### Carrière
De 1998 à septembre 2007, il a été maire de Iakoutsk. Il quitte la ville sous la pression des opposants politiques.
En mars 2008, sur proposition du président Vladimir Poutine, le parlement régional d'Arkhangelsk a nommé Ilya Mikhalchuk comme gouverneur de l'oblast d'Arkhangelsk.
Le 13 janvier 2012, Ilya Mikhalchuk a démissionné de son poste de gouverneur.
En 2013, il devient directeur général adjoint de la société mère du groupe SU-155 et dirige en même temps l`East Siberian Construction Company, qui représente les intérêts du groupe d'entreprises SU-155 en Sibérie.